# Campo de Jolaseta
Il Campo de Jolaseta è stato uno stadio di calcio situato a Getxo, in Spagna.

## Storia
Fu costruito nel distretto di Neguri ed ospitò dapprima le partite dell'Athletic Club e in seguito quelle del Getxo, prima che questi ultimi si trasferissero nel campo de Ibaiondo, poi diventato Campo Municipal de Gobela.
È stato il primo campo di calcio nei Paesi Baschi a ospitare una finale di Coppa del Re, quella del 1913 tra Athletic Bilbao ed Espanyol, che vide la vittoria dei baschi per 3-1.